# 가풍역
가풍역(Gapung station, 加豊驛)은 충청북도 옥천군에 위치했던 경부선의 임시승강장이었다. 폐지 이후 현재까지 승강장이 온전하게 남아 있다.

## 역사
- 1967년 5월 1일 : 임시승강장으로 영업 개시
- 1974년 12월 5일 : 폐지